# Schloss Böblingen

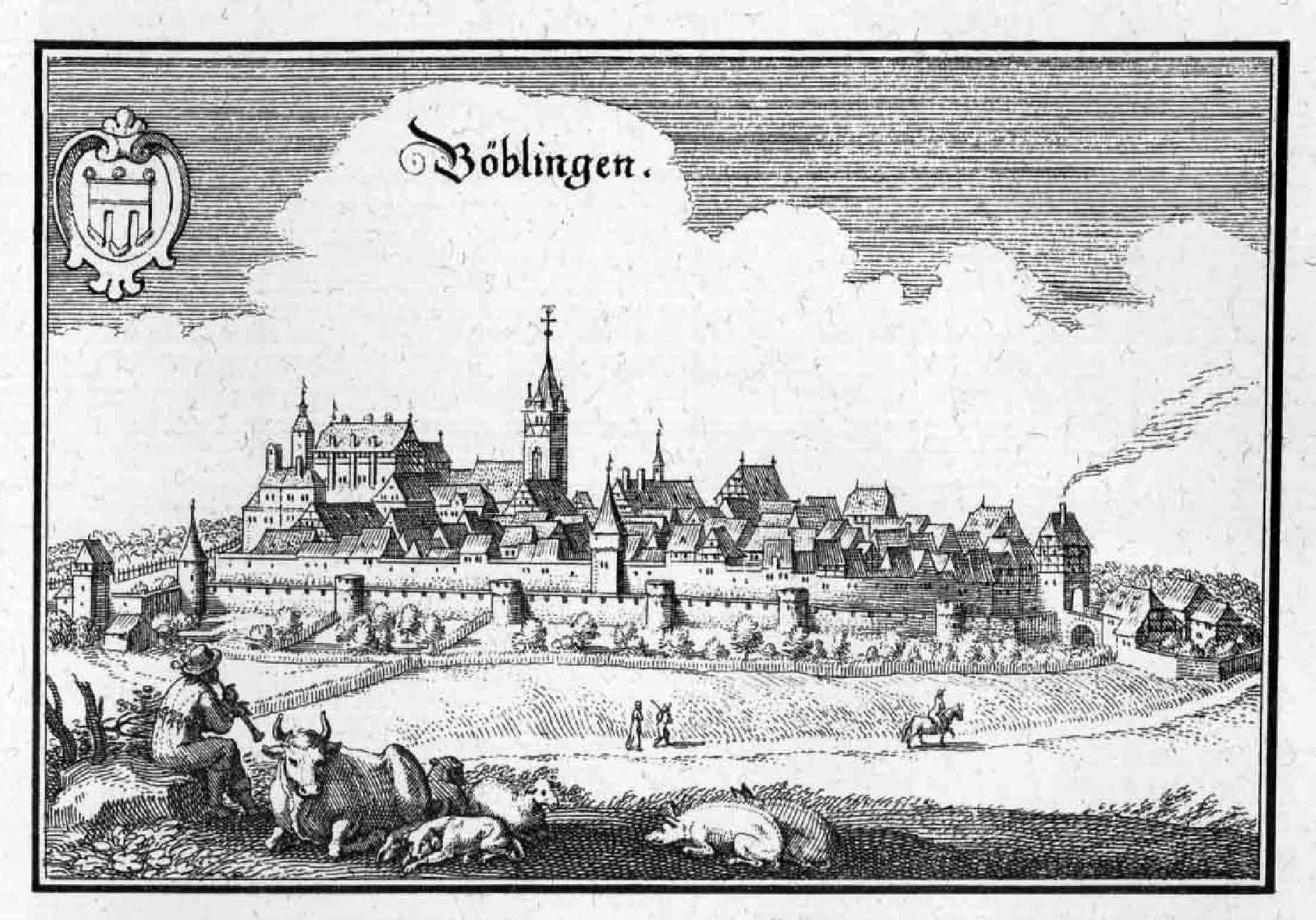
Ansicht von Böblingen um 1650, links das Schloss

Das Schloss Böblingen lag in der Kreisstadt Böblingen in Baden-Württemberg und wurde 1303 erstmals als Burg urkundlich erwähnt. Das Schloss war im 15. Jahrhundert ein bedeutender Witwenwohnsitz. Hier lebten Mechthild von der Pfalz und Barbara Gonzaga aus Mantua nach dem Tode ihrer fürstlichen Ehemänner. Nach mehreren Umbauten wurde das Schloss 1818 als Fürstenwohnsitz aufgegeben und diente danach als Schulgebäude. Bei dem Bombenangriff während des Zweiten Weltkriegs auf Böblingen vom 7. zum 8. Oktober 1943 wurde das Schloss schwer getroffen, brannte aus und wurde 1950 abgerissen.

## Lage
Das Schloss Böblingen lag am östlichen Ende der Böblinger Altstadt auf dem nach ihm benannten Schlossberg. Die ehemalige Stadtmauer ist im heutigen Straßenbild gut erkennbar. Sie verlief vom Elbenplatz im Westen entlang der Poststraße zum Postplatz im Osten und von dort entlang der Sindelfinger Straße und Stadtgrabenstraße zurück zum Elbenplatz. Das ehemalige Schloss lag am westlichen Ende der Schlossbergstraße. Markantestes Gebäude ist heute St. Dionysius, die ehemalige Schlosskirche.

## Geschichte

### Die Burg
Wann erstmals auf dem Schlossberg eine Burg errichtet wurde, ist nicht bekannt. Möglicherweise war dort im 11. oder 12. Jahrhundert eine Burg zusammen mit anderen Burgen der Gaugrafschaft Glehuntare errichtet worden, wie zum Beispiel die Burg Hildrizhausen oder die Burg Wartenberg. Eine Burg Böblingen wurde jedoch in den Fehden des 12. Jahrhunderts nicht erwähnt. Erst mit dem Ausbau und der Befestigung von Böblingen zur Stadt um das Jahr 1250, vermutlich durch Graf Rudolf aus einer Seitenlinie der Pfalzgrafen von Tübingen, etablierte sich mit dem Niedergang der Macht der Staufer auf dem Schlossberg eine Familie aus dem Hochadel. Die Burg hatte wohl eher wehrhaften Charakter, diente zeitweise als Residenz und war die einzige „Ritterburg“ der Gemarkung Böblingen. Im Jahr 1302 wurde die Burg Böblingen erstmals urkundlich erwähnt. Die Pfalzgrafen von Tübingen verkauften 1344 und 1357 Böblingen in zwei Verträgen an das Haus Württemberg. Böblingen wurde in der Folgezeit zu einem wichtigen Verwaltungssitz ausgebaut. Das Amt Böblingen wurde gegründet und später das gleichnamige Oberamt.

### Entwicklung der Burg zum Schloss
Die Burganlage des Mittelalters wurde an der Schwelle zur Neuzeit im 14. und 15. Jahrhundert als Schloss mit höfischer Kultur ausgebaut. Zeitgenössische Angaben zur Architektur der Burg sind nicht bekannt, doch geben Untersuchungen, die um das Jahr 1800 stattfanden, Einblicke in die bautechnische Geschichte der Gebäude.
Die als unregelmäßiges Achteck gebaute Wehrmauer trug acht bis neun Meter über dem Geländeniveau einen Wehrgang und war wegen der topographischen Vorgaben nicht als regelmäßiges Oktogon ausgeführt; dennoch lassen sich staufische Einflüsse vermuten. Die 2,5 bis 3 m breite Wehrmauer prägte den Aufbau und das Aussehen der Gebäude, die ursprünglich in Holz ausgeführt waren und im Schutze der Mauer lagen. Durch der Ausbau der Dürnitz an der Südseite der Anlage wurde der Wehrgang an dieser Stelle erstmals geschwächt (wahrscheinlich schon im 14. Jahrhundert). Dieser Südflügel enthielt alle Einrichtungen, die zum Leben in einer Burg des 13. bis 15. Jahrhunderts notwendig waren. So gab es einen gemauerten Brunnenschacht, der bis zum Grundwasser reichte, Küche, Keller und Gemächer. Zentrum des höfischen Lebens war der beheizbare Saal, die Dürnitz. Das ersten Obergeschoss besaß darüber hinaus einen Einstieg in die Burgmauer.

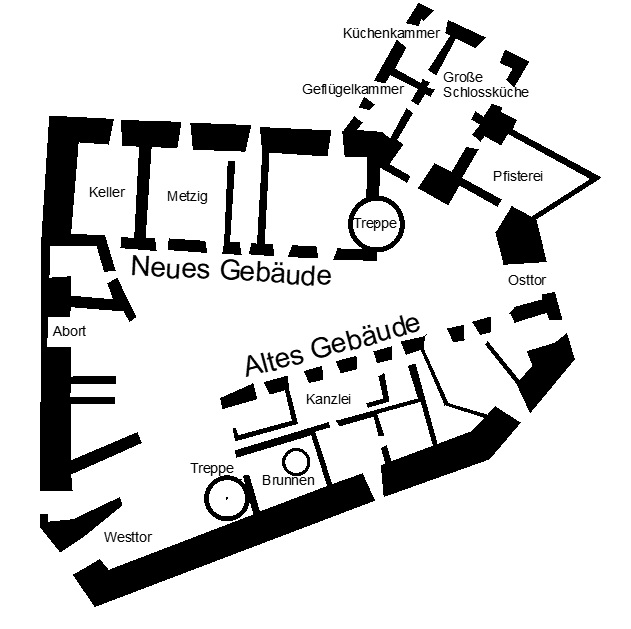
Schloss Böblingen: Grundriss des Erdgeschosses; von 1650 bis 1800

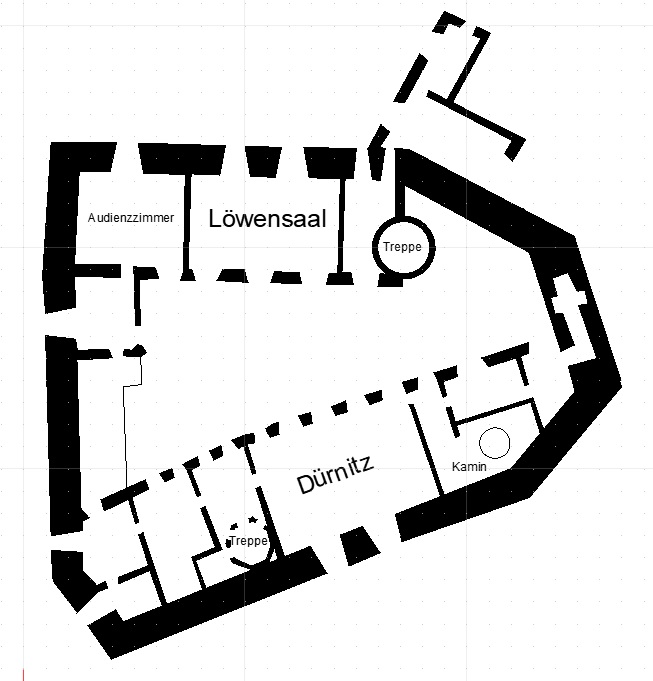
Schloss Böblingen: Grundriss des Obergeschosses; von 1650 bis 1800

Ab 1530 wurde an der Nordseite der Wehrmauer der Bau des „Neuen Flügels“ unter Habsburger Herrschaft begonnen und bis 1540 unter Herzog Ulrich fertiggestellt. Mit dem Anbau des Küchen- und Bäckereitraktes im Jahr 1568 unter Herzog Christoph wurde erstmals außerhalb des achteckigen Mauerzugs gebaut. Die Burg war damit nicht mehr wehrfähig und wurde fortan nur noch als Schloss bezeichnet. Mit dem Tod Herzog Christophs im Dezember 1568 hatte Schloss Böblingen seine Endausbaustufe erreicht, die es, von kleinen Ausbesserungen abgesehen, bis etwa zum Jahr 1800 beibehielt.
Für das Jahr 1630 ist eine Inventarliste bekannt, nach der das Schloss über etwa 50 Räume verfügte: Gemächer und Stuben, Vorgemächer, von denen aus die Öfen der Stuben und Gemächer betrieben wurden (Öhrn), sowie weitere Kammern. Der Schlosshof hatte zwei Zugänge, einen von der Stadtseite (Westen) durch den alten südlichen Flügel sowie einen von Osten durch einen Torturm. Im Erdgeschoss befanden sich die Kanzlei, die Backstube (Pfisterei) mit Mehlkammer, die große Schlossküche mit Geflügelkammer und Wildbrettkammer, die Metzig (Schlachterei) und ein Keller. In den oberen Etagen befanden sich die Wohnräume und Säle. Diese waren der Löwensaal im Nordflügel und die Dürnitz im Südflügel. Zu den ständigen Schlossbewohnern gehörten der Hausschneider, der Torwart und das Gesinde.

### Witwensitz des Hauses Württemberg
Am Ende des 14. und im 15. Jahrhundert war das Schloss Böblingen, damals Residenz, Witwensitz des Hauses Württemberg. Der Glanz der Hofhaltung war für die Stadtentwicklung Böblingens und die daraus folgende Entwicklung der Kunst nicht unerheblich.
Elisabeth von Bayern (1329–1402), Herrin von Verona und Gräfin von Württemberg, war die Mutter von Graf Eberhard III von Württemberg, genannt „der Milde“. Er wies seiner Mutter die Einkünfte der Städte Böblingen und Sindelfingen als Wittum zu. Am 23. August 1388 wurde sie Witwe, als ihr Ehemann, Ulrich von Württemberg, in der Schlacht bei Döffingen ums Leben kam.
Henriette von Mömpelgard (zwischen 1384 und 1391–1444) war Gräfin von Württemberg und mit Graf Eberhard IV. verheiratet. Nach dem Tod von Eberhard IV. übernahm Henriette 1419 mit mehreren Räten die Vormundschaft über ihre bis dahin sieben und sechs Jahre alten Söhne, die späteren Grafen Ludwig I. und Ulrich V., und regierte das Land. Im selben Jahr ließ sie wahrscheinlich die frühere Burgkapelle von Burg Böblingen zur Pfarrkirche Sankt Dionysius umbauen. Obwohl ihr Witwensitz Tübingen und Nürtingen war, lebte sie möglicherweise auch in Böblingen, bevor sie in Mömpelgard starb.
Mechthild von der Pfalz (1419–1482), Gräfin von Württemberg und Erzherzogin von Österreich, wurde in ihrem Geburtsjahr mit dem damals achtjährigen Grafen Ludwig I. von Württemberg verlobt. Nach der Hochzeit 1434 überschrieb ihr Graf Ludwig 1436 zur Absicherung ihres Heiratsgutes und des Witwengutes die Städte Böblingen, Sindelfingen, Aidlingen, Dagersheim, Dettenhausen, Darmsheim, Döffingen, Holzgerlingen, Magstadt, Maichingen, Ostelsheim, Schönaich und Steinenbronn. Nach dem Tod Ludwigs im Jahr 1450 zog Mechthild in ihren Witwenwohnsitz im Schloss Böblingen. Sie residierte dort für die Dauer von zwei Jahren, bis sie 1452 ihren zweiten Ehemann, Herzog Albrecht VI von Österreich, heiratete. Die Fürstenhochzeit im Schloss Böblingen fand um den 10. August 1452 statt und war eines der aufwendigsten Feste des 15. Jahrhunderts und vielleicht das glanzvollste Ereignis in Böblingens Geschichte. Auch nach der Wiederverheiratung behielt Mechthild ihr Witwengut in Böblingen bei. 1463 wurde sie zum zweiten Mal Witwe. Sie starb 1482 in Heidelberg.
Barbara Gonzaga (1455–1503) aus Mantua brachte die Ideen des Humanismus der italienischen Renaissance an den württembergischen Hof. Sie heiratete im Juli 1474 den späteren Herzog Eberhard im Bart. Ihre Uracher Hochzeit war eine der glanzvollsten Fürstenhochzeiten dieser Zeit. Als ihr Ehemann im Februar 1496 starb, nahm Barbara Gonzaga ihren Witwensitz auf Schloss Böblingen. Dort lebte sie bis zu ihrem Tode 1503. Sie prägte das höfische Leben in Böblingen und im Hause Württemberg und wirkte nachhaltig an der Kirchenreform mit. Sie trat auch als Mäzenin für Kunst und Nonnenklöster auf, wie zum Beispiel für das Dominikanerinnenkloster in Kirchheim unter Teck, in dem sie auch beigesetzt wurde.
Eva von Württemberg-Mömpelgard (1468–1558), geborene von Salm, heiratete am 21. Juli 1488 Graf Heinrich von Württemberg. In der Folge der Erbstreitigkeiten um die Grafschaft Württemberg-Stuttgart und damit um Gesamt-Württemberg ließ ihn im August 1490 sein Vetter Eberhard V. (Eberhard im Bart) in Stuttgart verhaften und verbannte ihn auf die Burg Hohenurach. Eva folgte Heinrich dorthin und pflegte ihn weitgehend isoliert von der Außenwelt bis zu seinem Tod im Jahr 1519. Nach Heinrichs Tod lebte sie kurze Zeit auf Schloss Böblingen, von wo aus sie um ihr Wittum kämpfte. Sie starb 1558 auf ihrem Witwensitz Reichenweiher.

### Jagdschloss
Die Wälder um Böblingen waren ein beliebtes Jagdrevier der württembergischen Herzöge. Besonders Herzog Karl Alexander von Württemberg pflegte hier regelmäßig auf die Jagd zu gehen. Er ließ zum Beispiel 1737 im heutigen Stadtwald von Böblingen unterirdische, gemauerte Pirschgänge einrichten, die noch heute teilweise erhalten sind. Durch diese Gänge konnte die höfische Jagdgesellschaft wetterunabhängig die Jagdstände wechseln.
Nach den Jagdgängen war es üblich, auf Schloss Böblingen prunkvolle Hoffeste zu feiern. Zu diesem Zweck hatte Carl Alexander im dritten Stock des Nordflügels einen Ballsaal einrichten lassen. Dieser war, gemäß der damaligen Mode, nach französischem Vorbild im Stil des Rokoko eingerichtet und dekoriert. Die im Schloss üblichen schweren, aus Eisen oder glasiertem Ton hergestellten Öfen wurden durch modische, französische Kamine ersetzt. Ebenso waren die schlichten Wandleuchter entfernt worden. An deren Stelle wurden zwei Kronleuchter an der Decke angebracht, die ihr Kerzenlicht „im Diamantfeuer strahlend zurückwarfen“. Das war „für die schlichten Böblinger eine nie gesehene Pracht“. So stand dieser Ballsaal im Gegensatz zu dem eher altertümlichen Schloss.
Auch Herzog Carl Eugen von Württemberg und seine Mätresse und spätere Ehefrau Franziska von Hohenheim besuchten regelmäßig Schloss Böblingen. Nach Franziskas Tagebucheinträgen ging bei diesen Besuchen Carl Eugen ausgiebig jagen (häufig schon um 6 Uhr früh), während sie sich mit Lesen und Schreiben die Zeit vertrieb.

### Ende des Schlosses
Die Aufgabe der herrschaftlichen Güter begann 1756 unter Carl Eugen mit dem Verkauf des Hundshofs sowie einer beträchtlichen Gütersumme an die Stadt Böblingen. Im Hundshof wurden Jagdhunde gezüchtet und gehalten. Mit dem Tod Herzog Carl Eugens verlor die Jagd absolutistischer Prägung ihren Glanz und das Schloss mit seinen veralteten Einrichtungen genügte nicht mehr den damaligen Ansprüchen an Hygiene, Ästhetik und Funktionalität für einen längeren Aufenthalt des Herrschers. So wohnte um das Jahr 1800 nur noch der Hausschneider als Aufseher im Schloss. Als Folge erfasste nach 1800 die Kommunalisierung und Privatisierung die gesamte Schlossanlage mit Fruchtkasten, Seen und Pferdeställen.
Ab 1803 wurden große Umbaumaßnahmen am Schloss in Angriff genommen. Von Westen wurde eine neue Einfahrt in den Schlosshof gebrochen und der Gebäudeteil über dem Westtor wurden abgerissen. Von Osten erhielt der Alte Flügel eine Scheuneneinfahrt in das Erdgeschoss und der Turm über dem Osttor sowie Küche und Backstube wurden abgerissen. Jetzt standen sich die beiden Gebäude des Südflügels und des Nordflügels gegenüber und zwischen ihnen führte eine Straße durch den ehemaligen Schlosshof vom Postplatz zur St.-Dionysius-Kirche.
Am 24. Juni 1818 kaufte die Stadt Böblingen vom Staat, das heißt von Wilhelm I., König von Württemberg, die beiden Gebäude und ließ sie zu Schulen und Lehrerwohnungen umbauen. Auf den Grundmauern der ehemaligen Schlossküche wurden ab 1822 Gefängnisse errichtet. Wegen Baufälligkeit wurde der Nordflügel 1839 abgerissen und 1840 durch einen modernen Schulneubau ersetzt. Im verbleibenden ehemaligen Schlossgebäude befanden sich die Wohnungen des Präzeptors, des Reallehrers und eines Schulmeisters sowie die Knabenschule. Im neuen Schulhaus befanden sich die Wohnung des Mädchenschulmeisters sowie die Lateinschule, die Elementarschule, die Realschule und die Mädchenschule.
Der Südflügel brannte nach dem Bombenangriff vom 7. zum 8. Oktober 1943 vollständig aus und wurde 1950 abgerissen. Damit waren alle sichtbaren Spuren von Schloss Böblingen verschwunden. Seit dieser Zeit prägt die St.-Dionysius-Kirche auf dem Schlossberg das Stadtbild.

## Anmerkung
1. ↑  Wahrscheinlich ist Rudolf IV. († 1271), Graf von Böblingen, gemeint.
2. ↑  Ein alter Begriff für einen Wachmann an einem Tor; siehe Torwart, der. In: DWDS. Abgerufen am 26. November 2024.